# James Sargent Russell
James Sargent Russell (ur. 22 marca 1903 w Tacomie, zm. 14 kwietnia 1996 w Lakewood w stanie Waszyngton) – amerykański wojskowy, admirał United States Navy, pilot morski okresu II wojny światowej, w latach 1958–1961 zastępca Szefa Operacji Morskich, 1962–1965 dowódca sił NATO w południowej Europie.

## Życiorys
James S. Russell urodził się w Tacomie w stanie Waszyngton. Akademię Marynarki Wojennej ukończył w 1926, by po przeszkoleniu w bazie lotniczej w Pensacoli zostać skierowanym do lotnictwa morskiego. W ramach studiów podyplomowych uzyskał w 1935 dyplom inżyniera lotnictwa na California Institute of Technology.
W chwili przystąpienia Stanów Zjednoczonych do II wojny światowej dowodził, w stopniu komandora podporucznika (Lieutenant Commander) dywizjonem VP-42 łodzi latających stacjonującym na Aleutach. Uczestniczył w kampanii aleuckiej, za którą został odznaczony m.in. Distinguished Flying Cross, Air Medal oraz Legion of Merit. Jego dywizjon miał znaczący udział w odnalezieniu Zera z Akutan. Od 1943 pełnił różne funkcje sztabowe, był między innymi dyrektorem departamentu w Bureau of Aeronautics, następnie powrócił na front wojny na Pacyfiku jako członek sztabu dowództwa grup uderzeniowych lotniskowców. Został wówczas po raz drugi odznaczony Legion of Merit.
Po zakończeniu działań wojennych służył w dowództwie sił okupacyjnych w Japonii, następnie dowodził lotniskowcem eskortowym „Bairoko” i lotniskowcem „Coral Sea” (1951–1952). Uczestniczył w testach atomowych na atolu Eniwetok w 1948, za co po raz trzeci otrzymał Legię Zasługi. Po okresie służby na lądzie i awansie do stopnia kontradmirała (Rear Admiral), w 1954 objął dowodzenie dywizjonem lotniskowców, by rok później zostać szefem Bureau of Aeronautics. Brał udział w pracach konstrukcyjnych naddźwiękowego myśliwca F-8 Crusader, za co został wyróżniony Collier Trophy w 1956. W 1958, już w stopniu admirała (Admiral), został zastępcą Szefa Operacji Morskich, zaś od 1962 do przejścia w stan spoczynku trzy lata później dowodził siłami NATO w południowej Europie.
Poza odznaczeniami amerykańskimi otrzymał także wiele sojuszniczych, w tym francuską Legię Honorową, Order Zasługi Republiki Włoskiej oraz grecki Order Jerzego I. Zmarł w 1996. Na jego cześć została nazwana Zatoka Russella na antarktycznym Morzu Amundsena.